# Picanceira
Picanceira é uma localidade que pertence à freguesia de Santo Isidoro, concelho de Mafra, distrito de Lisboa. É servida pela Estrada Nacional EN9, distando da sede de concelho 12 km, de Torres Vedras 21 km, da Ericeira 10 e de Lisboa cerca de 50 km. A Picanceira tem diversas ligações rodoviárias, ao longo do dia, para as seguintes localidades: Encarnação, Torres Vedras, Ericeira, Mafra, asseguradas pela Empresa de Viação Mafrense (carreira 205).

## Património Edificado

### Quinta dos Machados ou Quinta da Picanceira

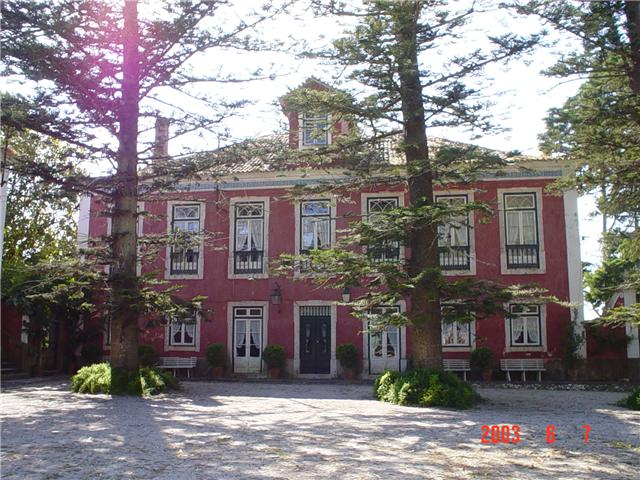
Quinta dos Machados na Picanceira na actualidade

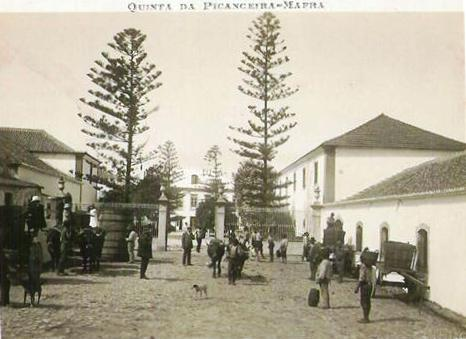
Entrada da Quinta dos Machados na Picanceira no início do Séc XX

A Quinta dos Machados foi fundada em 1830 por Domingos Dias Machado, proveniente dos Açores e que chegou também a exercer o cargo de Presidente da Câmara de Mafra, que por herança passou ao seu sobrinho Augusto Pereira Machado, de seguida passou para Maria Madalena Cunha Machado que se casou com o General Emircio Leão Maria Magno Teixeira-Pinto. No princípio do século XX, esta quinta, era uma das mais importantes explorações agrícolas da Estremadura, com 1000 hectares de exploração,  distribuídos por: vinha, pecuária, pomicultura e silvicultura.
Juntamente com o solar da quinta, existem ainda hoje outros edifícios, como por exemplo o Pombal, "A Casa dos Brinquedos", a Adega e outras dependências que serviam de apoio às actividades agrícolas que aí se praticavam.
A Quinta da Picanceira, ocupava uma área que já era referênciada desde o século XIV, como atesta o testamento de D. Aldança Anes, viúva de Giral Picanço, em 1330.
Em 2008 foram filmadas neste local algumas das cenas da série Equador, exibida pela TVI, baseada no romance homónimo do escritor Miguel Sousa Tavares.

### Bairro dos Ilhéus

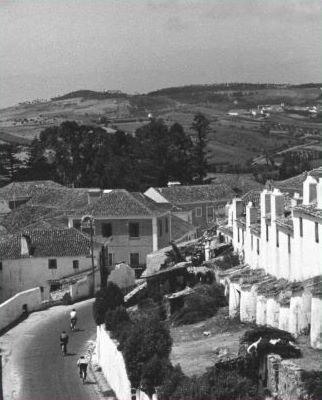
Picanceira à direita Bairro do Ilhéus

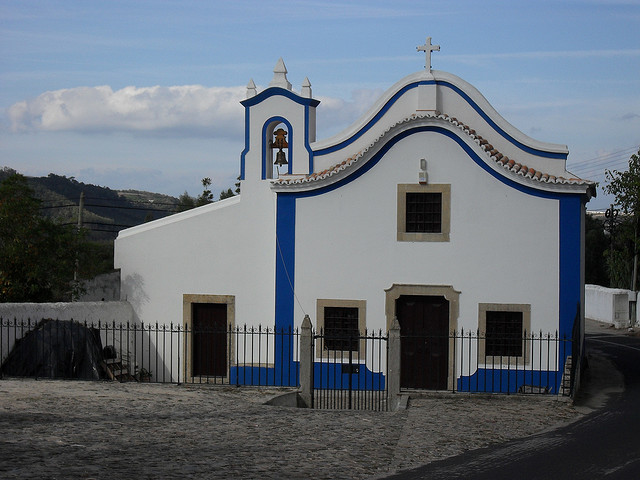
Picanceira - Capela de Santo António (2009)

À entrada da Picanceira, vindo de Mafra, fica o Bairro dos Ilhéus, trata-se de um Bairro operário, vulgarmente chamado de "Ilhéus" e foi um dos primeiros bairros sociais construído em Portugal e na europa. É um complexo habitacional que integra a Quinta dos Machados, composto por 23 moradias unifamiliares, construídas no século XIX ao estilo insular, sobretudo inspirado na arquitetura da ilha de São Miguel, de onde eram naturais tanto o fundador da Quinta dos Machados, como a maioria dos trabalhadores à altura.

### Capela de Santo António
Na estrada que liga a Picanceira à sede da sua sede de freguesia, Santo Isidoro, mesmo à saída da localidade, do lado esquerdo ergue-se a Capela da Picanceira dedicada a Santo António. Anualmente é realizada uma festa em sua honra, onde o famoso pão com chouriço, tão característico da zona saloia, é uma presença obrigatória.

### Quinta Flor de Lua
À saída da Picanceira em direção à Encarnação no Caminho Flor de Lua  (Casal de Sta. Maria, Casal das Marreiras) situa-se a primeira exploração de ervas aromáticas do concelho de Mafra. Um conceito, que promove a proximidade entre produtor e consumidor, em modo de produção biológico, visa a obtenção de produtos saudáveis e de elevada qualidade, ao mesmo tempo que promove práticas sustentáveis e de impacto positivo no ecossistema agrícola visando a melhoria da fertilidade do solo e a biodiversidade. Os visitantes são sempre bem vindos, a partilha da natureza e dos métodos de produção, são uma prática em desenvolvimento permanente na exploração.

### Outro património

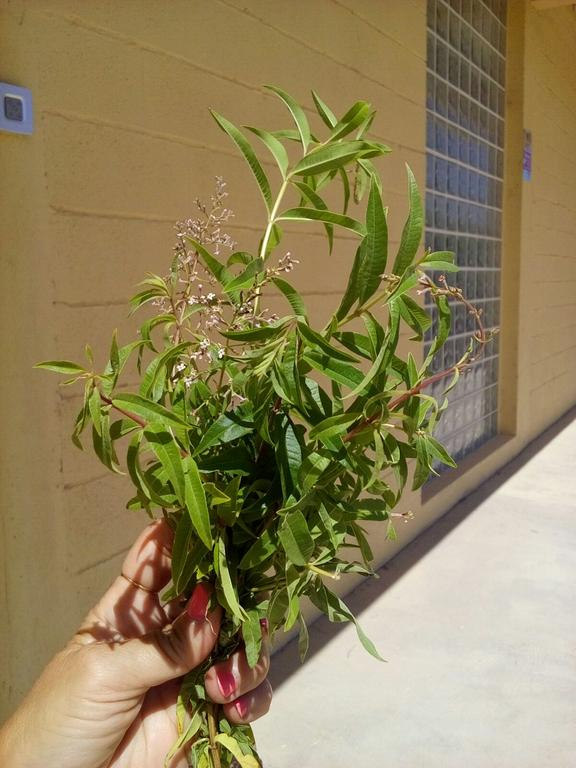
Lucia Lima da Quinta Flor de Lua

- Quinta de Santo António
- Quinta Flor de Lua
- Antigas Escolas Primárias
- Quinta da APERCIM